# Kamjanka (Krywyj Rih, Apostolowe)
Kamjanka (ukrainisch Кам'янка; russisch Каменка Kamenka) ist ein Dorf in der ukrainischen Oblast Dnipropetrowsk im Rajon Krywyj Rih.
Das im frühen neunzehnten Jahrhundert gegründete Dorf hat etwa 1900 Einwohner und ist das administrative Zentrum der gleichnamigen Landratsgemeinde.

## Geographie

### Geographische Lage
Das Dorf Kamjanka liegt in einem Landschaftsschutzgebiet am Ufer des Flusses Kamjanka 20 km nordwestlich der Stadt Pokrow und 18 km nordöstlich vom ehemaligen Rajonzentrum Apostolowe. Durch das Dorf verläuft die Territorialstraße T 0419.

## Verwaltungsgliederung
Am 5. August 2015 wurde das Dorf ein Teil der neugegründeten Stadtgemeinde Apostolowe, bis dahin bildete es zusammen mit den Dörfern Nowoiwaniwka (Новоіванівка), Slowjanka (Слов'янка), Tarasso-Hryhoriwka (Тарасо-Григорівка), Tscherwona Kolona (Червона Колона) (Тарасо-Григорівка) sowie der Ansiedlung Schowte (Жовте) die gleichnamige Landratsgemeinde Kamjanka (Кам'янська сільська рада/Kamjanska silska rada) im Nordosten des Rajons Apostolowe.
Am 17. Juli 2020 kam es im Zuge einer großen Rajonsreform zum Anschluss des Rajonsgebietes an den Rajon Krywyj Rih.

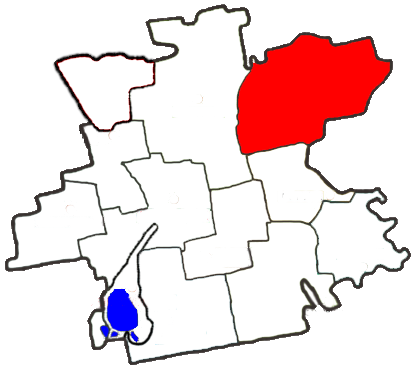
Gemeindefläche der Landratsgemeinde Kamjanka innerhalb des Rajon Apostolowe